# WWE 2K
WWE 2K es una serie de más de 20 videojuegos de lucha libre profesional que son desarrollados actualmente por Visual Concepts y Yuke's y que luego serían distribuidos por 2K Sports. Esta serie de juegos está basada en la promoción de lucha libre profesional WWE, que contiene tipos de combates de lucha libre profesional, storylines y personajes jugables basados en la programación de la WWE. La serie fue originalmente nombrada SmackDown!, el mismo nombre del programa de televisión de la WWE, SmackDown. El primer lanzamiento de la serie fue WWF SmackDown! en marzo del 2000, que junto con los títulos posteriores, se mantendrían como exclusivos de las consolas PlayStation de Sony. Después de la extensión de marcas, la serie fue renombrada SmackDown! vs. Raw en el 2004, como indicativo de que la marca Raw también aparecía. Después de unos años, la serie se expandió a un ciclo de lanzamiento anual para varias consolas de séptima generación así como dispositivos móviles. Yuke's hizo también el lanzamiento de los juegos bajo el nombre de Exciting Pro Wrestling en Japón.  Sin embargo, después de WWE SmackDown! vs. Raw 2006, THQ se hizo distribuidor en Japón y los llamó con el nombre occidental. La serie fue después renombrada simplemente WWE, en 2011 y 2012.
Después del cierre de THQ en enero de 2013, se reportó que los derechos de distribución de la serie de videojuegos de la WWE serían adquiridos por Take-Two Interactive. Take-Two confirmó la adquisición en febrero, diciendo que contrataría los servicios de Yuke's y al personal de THQ que trabajó en la serie de la WWE. WWE 2K14 fue el primer videojuego en ser lanzado bajo la marca de 2K. La acogida de la serie ha sido mayormente positiva. WWE SmackDown vs. Raw 2009 fue clasificado en 31° y 28° (Xbox 360 y PlayStation 3, respectivamente) en la lista de "Top 100 Games" de IGN. Es una de las franquicias de videojuegos con mayores ventas, habiendo vendido 60 millones de copias hasta el 2013. En 2019 se anunció oficialmente que la relación de 2K con Yuke's había llegado a su fin durante el desarrollo de WWE 2K20, quedando Visual Concepts a cargo.

## Serie de juegos de la WWE
| Título                             | Desarrollador               | Editorial   | Plataformas                                                                             | Fecha de lanzamiento | Luchadores que aparecen en la portada                                                                      |
| ---------------------------------- | --------------------------- | ----------- | --------------------------------------------------------------------------------------- | -------------------- | --- |
| WWF SmackDown!                     | Yuke's                      | THQ, Yuke's | PlayStation                                                                             |                      | Chyna, The Rock, Billy Gunn y Mankind                                                                      |
| WWF SmackDown! 2: Know Your Role   | Yuke's                      | THQ, Yuke's | PlayStation                                                                             |                      | Chris Jericho, The Rock, Triple H y The Undertaker                                                         |
| WWF SmackDown! Just Bring It       | Yuke's                      | THQ, Yuke's | PlayStation 2                                                                           |                      | Triple H, The Rock, Spike Dudley y Kurt Angle                                                              |
| WWE SmackDown! Shut Your Mouth     | Yuke's                      | THQ, Yuke's | PlayStation 2                                                                           |                      | Kurt Angle, Brock Lesnar, Triple H, Booker T y Chris Jericho (The Rock y Hulk Hogan en la portada europea) |
| WWE SmackDown! Here Comes the Pain | Yuke's                      | THQ         | PlayStation 2                                                                           |                      | Rey Mysterio, Matt Hardy, Brock Lesnar, John Cena, The Undertaker y Torrie Wilson                          |
| WWE SmackDown! vs. Raw             | Yuke's                      | THQ, Yuke's | PlayStation 2                                                                           |                      | Vince McMahon                                                                                              |
| WWE SmackDown! vs. Raw 2006        | Yuke's                      | THQ         | PlayStation 2, PlayStation Portable                                                     |                      | Batista y John Cena                                                                                        |
| WWE SmackDown vs. Raw 2007         | Yuke's                      | THQ         | PlayStation 2, PlayStation Portable, Xbox 360                                           |                      | Rey Mysterio, Triple H, John Cena, Torrie Wilson y Batista                                                 |
| WWE SmackDown vs. Raw 2008         | Yuke's, Amaze Entertainment | THQ         | PlayStation 2, PlayStation 3, PlayStation Portable, Xbox 360, Wii, Nintendo DS, celular |                      | John Cena, The Undertaker y Bobby Lashley                                                                  |
| WWE SmackDown vs. Raw 2009         | Yuke's, TOSE                | THQ         | PlayStation 2, PlayStation 3, PlayStation Portable, Xbox 360, Wii, Nintendo DS          |                      | Triple H y Shawn Michaels                                                                                  |
| WWE SmackDown vs. Raw 2010         | Yuke's                      | THQ         | PlayStation 2, PlayStation 3, PlayStation Portable, Xbox 360, Wii, Nintendo DS, celular |                      | Edge, The Undertaker, John Cena, Randy Orton y Rey Mysterio                                                |
| WWE SmackDown vs. Raw 2011         | Yuke's                      | THQ         | PlayStation 2, PlayStation 3, PlayStation Portable, Xbox 360, Wii                       |                      | Big Show, John Cena y The Miz (The Undertaker, Randy Orton y Sheamus en la portada europea)                |
| WWE '12                            | Yuke's                      | THQ         | PlayStation 3, Xbox 360, Wii                                                            |                      | Randy Orton (Sin Cara en la portada latinoamericana)                                                       |
| WWE '13                            | Yuke's                      | THQ         | PlayStation 3, Xbox 360, Wii                                                            |                      | CM Punk |
| WWE 2K14                           | Visual Concepts, Yuke's     | 2K Sports   | PlayStation 3, Xbox 360                                                                 |                      | The Rock                                                                                                   |
| WWE 2K15                           | Visual Concepts, Yuke's     | 2K Sports   | PlayStation 3, PlayStation 4, Windows, Xbox 360, Xbox One, Android                      |                      | John Cena                                                                                                  |
| WWE 2K16                           | Visual Concepts, Yuke's     | 2K Sports   | PlayStation 3, PlayStation 4, Windows, Xbox 360, Xbox One                               |                      | Stone Cold Steve Austin                                                                                    |
| WWE 2K17                           | Visual Concepts, Yuke's     | 2K Sports   | PlayStation 3, PlayStation 4, Windows, Xbox 360, Xbox One                               |                      | Brock Lesnar                                                                                               |
| WWE 2K18                           | Visual Concepts, Yuke's     | 2K Sports   | PlayStation 4, Xbox One, Windows, Nintendo Switch                                       |                      | Seth Rollins                                                                                               |
| WWE 2K19                           | Visual Concepts, Yuke's     | 2K Sports   | PlayStation 4, Xbox One, Windows                                                        |                      | A.J. Styles                                                                                                |
| WWE 2K20                           | Visual Concepts             | 2K Sports   | PlayStation 4, Xbox One, Windows                                                        |                      | Becky Lynch y Roman Reigns                                                                                 |
| WWE 2K22                           | Visual Concepts             | 2K Sports   | PlayStation 4, PlayStation 5, Xbox One, Xbox Series S/X, Windows                        |                      | Rey Mysterio                                                                                               |
| WWE 2K23                           | Visual Concepts             | 2K Sports   | PlayStation 4, PlayStation 5, Xbox One, Xbox Series S/X, Windows                        |                      | John Cena                                                                                                  |
| WWE 2K24                           | Visual Concepts             | 2K Sports   | PlayStation 4, PlayStation 5, Xbox One, Xbox Series S/X, Windows                        |                      | Cody Rhodes                                                                                                |

## Sistema de juego
Cuando WWE SmackDown vs. Raw 2007 fue lanzado, se introdujeron nuevas mecánicas de juego, en donde un nuevo sistema de controles alteraba el sistema de agarre, llamado "Ultimate Control moves". A diferencia de los juegos anteriores, donde el jugador presionaba dos botones para realizar un agarre o un ataque, los jugadores eran capaces de poner a sus oponentes en una posición de agarre y luego realizar un movimiento al mover los botones direccionales del control del sistema. Por ejemplo, el jugador pondría a su oponente en una posición de suplex para realizar un suplex normal o un inverted suplex slam.